# شلومو شامير
شلومو شامير (بالإنجليزية: Shlomo Shamir) (15 يونيو 1915م - 19 مايو 2009م) كان ثالث قائد للبحرية الإسرائيلية (1949-1950م)، وهو أول قائد للبحرية يَتَلَقَّى رتبة ألوف. وكان ثالث قائد للقوات الجوية الإسرائيلية.